# 3423-as busz
A 3423-as jelzésű regionális autóbuszvonal Eger, Kerecsend/Maklár, Füzesabony, Szihalom/Mezőtárkány és Egerfarmos között húzódik, amelyet a MÁV Személyszállítási Zrt. üzemeltet.

## Útvonala
Az autóbuszvonal Heves vármegye megyeszékhelyét és egyik községét, Egert és Egerfarmost köti össze, kettő útvonalon, melynek egyikén Kerecsend, Füzesabony, Szihalom, Mezőszemere; másikán Andornaktálya, Nagytálya, Maklár, Füzesabony és Mezőtárkány településeket fűzi útvonalára.
A járatok Egeren belül a forgalmasabb; azon kívül majd összese minden állomáson és megállóhelyen megáll. A megyeszékhelyen belül Lajosvárost érintik a 25-ös főúton, majd Lajosváros végállomásnál ágaznak ketté:
- nagyrésze Kerecsend felé közlekedik továbbra is a 25-ösön, majd a 3-as főúton. Füzesabonynak állomását is érintik, majd Szihalomra érkeztével közutakon tartózkodnak Egerfarmosig (3426-os busszal megegyező).
- másik fele a Kistályai úton halad Andornaktályára, Nagytályára és Maklárra a 2501-es mellékút nyomvonalán. Füzesabony állomását szintén érintik, ahonnan Mezőtárkányra hajtanak és onnan Egerfarmosra (részben 4014-es busszal megegyező).

## Közlekedése
Az autóbuszjáratok munkanaponta és szabadnaponta közlekednek, tanítási naponta egészen 3 járatpár indul útjára. A kettő település kapcsolatát tovább emelik Szihalom felé a 3426-os, Mezőtárkány felé a 4014-es buszok.
Eger és Maklár között a 3435-ös buszok útján haladnak.
| Viszonylat                                        | Indításszám     | Közlekedési rend          |
| ------------------------------------------------- | --------------- | ------------------------- |
| Eger, aut. áll. ⭠ Mezőtárkány, alvég              | 1 vissza        | tanítási naponta          |
| Eger, aut. áll. – Egerfarmos, Rákóczi út 82.      | 3 pár           | tanítási naponta          |
| Eger, aut. áll. – Egerfarmos, Rákóczi út 82.      | 3 oda, 2 vissza | tanszünetben munkanaponta |
| Eger, aut. áll. – Egerfarmos, Rákóczi út 82.      | 1 pár           | szabadnaponta             |
| Kerecsend, Fő út 60. ⭠ Egerfarmos, Rákóczi út 82. | 1 vissza        | munkanaponta              |

### Járművek
Az autóbuszvonalon kizárólag szóló autóbuszok közlekednek, melyek legtöbbje Credo Econell 12 típusú. Ezen kívül további Credo EC 12, Classic Ikarus buszok, valamint régebbi szériájú MAN Lion’s Classicok és Volvo kocsik is megjelennek.

### Csatlakozások
- Füzesabony vasútállomáson – Budapest és Miskolc felé/felől vonatra (Budapest–Sátoraljaújhely-vasútvonal)
- Szihalom, vasúti átjáró megállóhelyen – Budapest és Miskolc felé/felől vonatra (Budapest–Sátoraljaújhely-vasútvonal).

## Megállóhelyei
| 0  | 0                                       | Eger, autóbusz-állomás végállomás         | 0.0 km | 0.0 km  | 2, 2A, 4, 5, 5A, 6, 7, 7A, 11, 12, 14, 14E, 16, 17, 112, 914 1049, 1050, 1051, 1053, 1054, 1343, 1344, 1346, 1347, 1348, 1349, 1351, 1352, 1362, 1380, 1383, 1426, 1427, 1428, 1447, 1466, 1468, 1517 3400, 3402, 3403, 3405, 3406, 3407, 3408, 3409, 3410, 3411, 3412, 3414, 3415, 3416, 3417, 3418, 3419, 3420, 3424, 3426, 3430, 3431, 3432, 3433, 3434, 3435, 3440, 3441, 3442, 3443, 3444, 3445, 3446, 3448, 3450, 3455, 3456, 3457, 3458, 3462, 3469, 3470, 3471, 3472, 3473, 3474, 3476, 3479, 3480, 3481, 3482, 3483, 3484, 3488, 3604, 3660, 3667, 4012, 4014, 4015, 4157 |
| ∫  | 1                                       | Eger, színház                             | 0.7 km | 0.7 km  | 2, 2A, 7, 7A, 11, 12, 14, 14E, 17, 112 1053, 1054, 1343, 1344, 1346, 1348, 1362, 1380, 1381, 1426, 1427, 1428, 1447, 1468, 1517 3402, 3408, 3410, 3411, 3414, 3419, 3420, 3424, 3426, 3430, 3431, 3433, 3434, 3435, 3436, 3440, 3441, 3442, 3443, 3444, 3445, 3448, 3667, 4011, 4014, 4015, 4018, 4021, 4022, 4157 |
| 1  | 2                                       | Eger vasútállomás, bejárati út            | 1.4 km | 1.4 km  | 3A, 6, 11, 12, 13, 14, 14E, 112, 113 1050, 1051, 1053, 1054, 1343, 1346, 1348, 1362, 1380, 1383, 1402, 1427, 1466, 1517 3400, 3402, 3407, 3408, 3410, 3411, 3414, 3424, 3426, 3430, 3431, 3432, 3433, 3434, 3435, 3436, 3440, 3441, 3442, 3443, 3444, 3445, 3446, 3448, 3472, 3479, 3482, 3484, 3667, 4011, 4015, 4157 IR87 , személyvonat – Eger (87, 87a) |
| ∫  | 3                                       | Eger, Nagyváradi út                       | 2.3 km | 2.3 km  | 3A, 6, 11, 12, 13, 14, 14E, 16, 112, 113, 914 1050, 1346, 1380, 1427, 1517 3402, 3407, 3408, 3410, 3411, 3414, 3430, 3431, 3433, 3435, 3442, 3443, 3445, 4011, 4015, 4157 |
| 2  | 4                                       | Eger, Tompa utca                          | 3.0 km | 3.0 km  | 3A, 6, 11, 12, 13, 14, 14E, 16, 112, 113, 914 1050, 1051, 1053, 1054, 1343, 1346, 1348, 1362, 1380, 1427, 1466, 1517 3402, 3408, 3410, 3411, 3414, 3424, 3426, 3430, 3431, 3432, 3433, 3434, 3435, 3436, 3440, 3441, 3442, 3443, 3444, 3445, 3446, 3448, 3472, 3479, 3482, 3484, 3667, 4011, 4015, 4157 |
|    | 5                                       | Eger, Kistályai út                        | | 5.7 km  | 4, 5 1344, 1380, 1381, 1426, 1427, 1447, 1448, 1468 3405, 3414, 3424, 3426, 3431, 3435, 3436, 4014, 4015, 4018, 4021, 4157 |
| 6  | Andornaktálya, tórét                    | 6.2 km                                    | 3405, 3414, 3424, 3426, 3431, 3435, 3436                                                                                          |         | |
| 7  | Andornaktálya, iskola                   | 6.9 km                                    | 1343, 1344, 1346, 1380, 1381, 1426, 1427, 1447, 1448, 1468 3405, 3414, 3424, 3426, 3431, 3435, 3436, 4014, 4015, 4018, 4021, 4157 |         | |
| 8  | Andornaktálya, községháza               | 7.9 km                                    | 1344, 1381, 1426, 1427 3405, 3414, 3424, 3426, 3431, 3435, 3436, 4014, 4015, 4018, 4021, 4157                                     |         | |
| 9  | Andornaktálya, Szent András kápolna     | 8.5 km                                    | 1344, 1346 3405, 3414, 3424, 3426, 3431, 3435, 3436                                                                               |         | |
| 10 | Andornaktálya, szociális otthon         | 9.3 km                                    | 1343, 1344, 1346, 1380, 1381, 1426, 1427, 1447, 1448, 1468 3405, 3414, 3424, 3426, 3431, 3435, 3436, 4014, 4015, 4018, 4021, 4157 |         | |
| 11 | Nagytálya, Kölcsey Ferenc út 33.        | 11.4 km                                   | 3405, 3414, 3424, 3426, 3431, 3435, 3436                                                                                          |         | |
| 12 | Nagytálya, bejárati út                  | 12.0 km                                   | 1343, 1346 3405, 3414, 3424, 3426, 3431, 3435, 3436, 4014                                                                         |         | |
| 13 | Maklár, gyógyszertár                    | 12.4 km                                   | 3424, 3426, 3431, 3436 |         | |
| 14 | Maklár, Templom tér                     | 13.1 km                                   | 1343, 1346 3405, 3414, 3424, 3426, 3431, 3435, 3436, 4014                                                                         |         | |
| 15 | Maklár, régi vasútállomás               | 13.7 km                                   | 3405, 3424, 3426, 3431, 3436 |         | |
| 16 | Maklár, Robert Bosch Kft. körforgalom   | 14.7 km                                   | 1346, 1466 3405, 3424, 3426, 3431, 4014                                                                                           |         | |
| 3  |                                         | Kerecsend, Fő út 60. vonalközi végállomás | 13.7 km |         | 1050, 1054, 1343, 1348, 1362, 1402, 1427, 1466, 1517 3424, 3430, 3431, 3432, 3433, 3434, 3440, 3441, 3442, 3443, 3444, 3445, 3446, 3448, 3450, 3667 |
| 4  | Kerecsend, Füzesabonyi út 75.           | 14.6 km                                   | 1343, 1362, 1517 3424, 3430, 3431, 3432, 3433, 3434, 3450                                                                         |         | |
| 5  | Pusztaszikszó                           | 18.0 km                                   | 1466 3424, 3430, 3431, 3432, 3433, 3434, 3450                                                                                     |         | |
| 6  | 17                                      | Füzesabony, Pikopack                      | 20.3 km | 19.6 km | 1517 3424, 3426, 3430, 3431, 3432, 3433, 3434, 3436, 3450, 3500, 3511, 4014 |
| 7  | 18                                      | Füzesabony, erősítő üzem                  | 21.4 km | 20.7 km | 1517 3424, 3426, 3430, 3431, 3432, 3433, 3434, 3436, 3450, 3500, 3511, 4014 |
| 8  | 19                                      | Füzesabony vasútállomás, bejárati út      | 23.0 km | 22.3 km | 1343, 1346, 1466 3405, 3424, 3426, 3430, 3431, 3432, 3433, 3434, 3436, 3450, 3500, 3511, 4014 |
| 9  | 20                                      | Füzesabony vasútállomás                   | 24.2 km | 23.5 km | 1343, 1346, 1362, 1376, 1466, 1517 3405, 3424, 3426, 3430, 3431, 3432, 3433, 3434, 3436, 3450, 3500, 3511, 4014 expresszvonat, IC, InterRégió, IR87 , sebesvonat, személyvonat – Füzesabony (80, 87a, 108) |
| 10 | 21                                      | Füzesabony vasútállomás, bejárati út      | 25.4 km | 24.7 km | 1343, 1346, 1466 3405, 3424, 3426, 3430, 3431, 3432, 3433, 3434, 3436, 3450, 3500, 3511, 4014 |
| 11 |                                         | Füzesabony, erősítő üzem                  | 27.0 km |         | 1517 3424, 3426, 3430, 3431, 3432, 3433, 3434, 3436, 3450, 3500, 3511, 4014 |
|    | 22                                      | Füzesabony, II. számú iskola              | | 26.1 km | 3430 |
| 23 | Füzesabony, Szent János tér             | 27.2 km                                   | 3432, 3511, 4014 |         | |
| 24 | Mezőtárkány, Bagoly tér                 | 31.2 km                                   | 3432, 3511, 4014 |         | |
| 25 | Mezőtárkány, faluközpont                | 32.0 km                                   | 3432, 3511, 4014 |         | |
| 26 | Mezőtárkány, alvég vonalközi végállomás | 32.6 km                                   | 3511, 4014 |         | |
| 12 |                                         | Füzesabony, vasúti felüljáró              | 27.9 km |         | 3426, 3500 |
| 13 | Füzesabony, Duropack                    | 29.0 km                                   | 3426, 3500 |         | |
| 14 | Szihalom, mezőszemerei elágazás         | 33.5 km                                   | 3426, 3500, 4013, 4014 |         | |
| 15 | Szihalom, községháza                    | 34.1 km                                   | 3426, 3500, 4013, 4014 |         | |
| 16 | Szihalom, vasúti átjáró                 | 35.2 km                                   | 3426, 3500, 4013, 4014 sebesvonat, személyvonat – Szihalom (80)                                                                   |         | |
| 17 | Mezőszemere, italbolt                   | 37.7 km                                   | 3426, 3500, 4013, 4014 |         | |
| 18 | Mezőszemere, faluház                    | 38.3 km                                   | 3426, 3500, 4013, 4014 |         | |
| 19 | Mezőszemere, Rimahíd                    | 39.3 km                                   | 3426, 3500, 4013, 4014 |         | |
| 20 | Egerfarmos, Dózsa út 30.                | 41.6 km                                   | 3426, 3500, 3511, 4013, 4014 |         | |
| 21 | 27                                      | Egerfarmos, italbolt                      | 42.1 km | 37.4 km | 3426, 3500, 3511, 4013, 4014 |
| 22 | 28                                      | Egerfarmos, Rákóczi út 82. végállomás     | 42.5 km | 37.8 km | 3426, 3500, 3511, 4013 |